# Aulacorthum sensoriatum
Aulacorthum sensoriatum är en insektsart. Aulacorthum sensoriatum ingår i släktet Aulacorthum och familjen långrörsbladlöss. Inga underarter finns listade i Catalogue of Life.